# Shondrella Avery

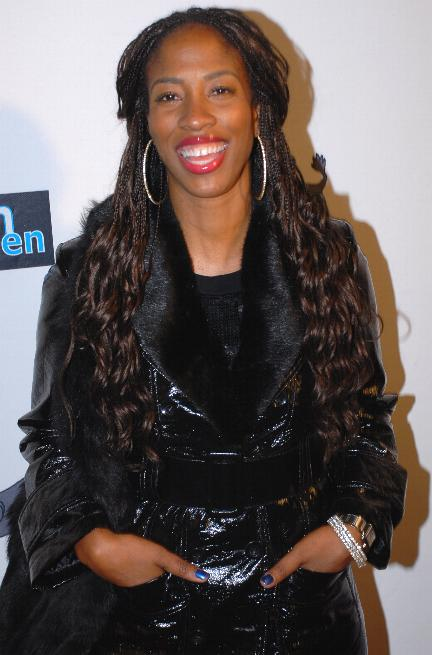
Shondrella Avery

Shondrella Dupre Avery (* 26. April 1971 in Los Angeles, Kalifornien) ist eine US-amerikanische Schauspielerin.

## Leben
Avery wuchs als ältestes von zehn Kindern in South Los Angeles auf. Sie absolvierte die Los Angeles County High School for the Arts und erreichte ein Bachelor of Fine Arts an der California State University, Los Angeles.
Bekannt ist sie für ihre Rolle Candy Taylor in der Sitcom One on One (2002–2005) und deren spinoff Cuts (2005–2006). 2010 hatte sie eine wiederkehrende Rolle als Alicia in der Sitcom Gillian in Georgia. Weitere Gastauftritte in Fernsehserien folgten, wie etwa in Der Hotelboy (2000), Strong Medicine: Zwei Ärztinnen wie Feuer und Eis (2003) und Eleventh Hour – Einsatz in letzter Sekunde (2009).
Zu den Filmen, in denen sie spielte, gehören unter anderem Trippin’ (1999), Cyberdorm (1999), Napoleon Dynamite (2004), Community Service (2006), Die Bienenhüterin (2008) und That Guy: Pilot (2014).

## Filmografie
- 1999: Trippin’
- 1999: Cyberdorm
- 2000: Der Hotelboy (The Jamie Foxx Show, Fernsehserie, eine Folge)
- 2002–2005: One on One (Fernsehserie, 21 Folgen)
- 2003: Strong Medicine: Zwei Ärztinnen wie Feuer und Eis (Strong Medicine, Fernsehserie, eine Folge)
- 2004: Napoleon Dynamite
- 2005: Domino
- 2005–2006: Cuts (Fernsehserie, 31 Folgen)
- 2006: Déjà Vu – Wettlauf gegen die Zeit (Déjà Vu)
- 2006: Community Service (Fernsehfilm)
- 2008: Die Bienenhüterin (The Secret Life of Bees)
- 2009: Eleventh Hour – Einsatz in letzter Sekunde (Eleventh Hour, Fernsehserie, eine Folge)
- 2010: Our Family Wedding
- 2010: Gillian in Georgia (Fernsehserie, fünf Folgen)
- 2012: End of Watch
- 2014: That Guy: Pilot (Fernsehfilm)
- 2015: Will to Love (Fernsehfilm)
- 2015: Klown Forever (Klovn Forever)
- 2016: A Weekend with the Family
- 2021: Free Byrd
- 2022: Single Drunk Female (Fernsehserie, eine Folge)
- 2022: Who’s Claire (Fernsehserie, eine Folge)
- 2024: Thelma the Unicorn (Stimme)